# Liste der als Monument historique geschützten Schlachthöfe
Die Liste der als Monument historique geschützten Schlachthöfe führt die Schlachthöfe auf, die in Frankreich als Monument historique geschützt sind.

## Liste der Schlachthöfe
| Bezeichnung                                                      | Beschreibung | Gemeinde                 | Standort                                  | Kennzeichnung | Schutzstatus | Datum | Bild           |
| ---------------------------------------------------------------- | --- | ------------------------ | ----------------------------------------- | ------------- | ------------ | ----- | -------------- |
| Städtische Werkstätten von Confolens Fassaden, Dächer            | ehemaliger Schlachthof, 1923 bis 1926 nach den Plänen des Architekten Roger Baleix erbaut, dient heute als Reparaturwerkstatt | Confolens                | 41 avenue Gambetta (Lage)                 | PA16000023    | Inscrit      | 2002  |                |
| Viehmarkt des Schlachthofs La Mouche (Halle Tony Garnier)        | | Lyon 7. Arrondissement   | 236 rue Marcel-Mérieux (Lage)             | PA00117810    | Inscrit      | 1975  | weitere Bilder |
| Grande halle de la Villette Brunnen, Pavillons, Fassaden, Dächer | | Paris 19. Arrondissement | Parc de la Villette (Lage)                | PA00086767    | Inscrit      | 1979  | weitere Bilder |
| Städtischer Schlachthof von Poligny                              | | Poligny                  | 20 avenue Wladimir Gagneur (Lage)         | PA00102074    | Inscrit      | 1990  | weitere Bilder |
| Historisches Museum                                              | ehemaliges städtisches Schlachthaus; dreiflügliger Massivbau, 1586–1588                                                       | Straßburg                | 2 rue du Vieux Marché aux Poissons (Lage) | PA00085040    | Classé       | 1928  | weitere Bilder |
| Les Abattoirs Halle, Pavillons                                   | | Toulouse                 | 76 allées Charles-de-Fitte (Lage)         | PA00094674    | Inscrit      | 1990  | weitere Bilder |